# Epipyropidae
De Epipyropidae zijn een familie van vlinders in de superfamilie van de Zygaenoidea. Het gaat om een kleine familie met in totaal 32 soorten. De rupsen van deze familie en die van de nauw verwante familie van de Cyclotornidae zijn uniek onder de vlinders doordat de larven ectoparasieten zijn. De gastheren zijn soorten Hemiptera, voornamelijk Lantaarndragerachtigen. De meeste soorten van de Epipyropidae komen in de tropen voor. In Europa komen twee soorten voor, beide in het Iberisch schiereiland.

## Geslachten
- Anopyrops Jordan, 1928
- Epieurybrachys Kato, 1940
- Epimesophantia Krampl in Krampl & Dlabola, 1983
- Epipomponia Dyar, 1906
- Epiricania Kato, 1939
- Fulgoraecia Newman, 1851
- Heteropsyche Perkins, 1905
- Ommatissopyrops Bivar de Sousa & Quartau, 1998
- Palaeopsyche Perkins, 1905
- Protacraga Hopp, 1924